# Észt apostoli ortodox egyház
Az észt (apostoli) ortodox egyház a konstantinápolyi ortodox egyházhoz tartozó autonóm ortodox egyház. Autonóm státuszát több ortodox egyház, köztük az orosz ortodox egyház sem ismeri el.